# Coen de Koning
Coenradus Cornelis Josephus „Coen“ de Koning (30. března 1879 Edam – 29. července 1954 Breda) byl nizozemský rychlobruslař.
Nizozemských šampionátů se účastnil od roku 1903 (tehdy na něm také poprvé zvítězil), v roce 1904 se premiérově představil na Mistrovství Evropy. Roku 1905 podruhé vyhrál nizozemské mistrovství a následně také získal na Mistrovství světa titul světového šampiona. Svého posledního velkého mezinárodního závodu se zúčastnil v roce 1906, kdy startoval na kontinentálním mistrovství. Nizozemský šampionát vyhrál také v roce 1912. V letech 1912 a 1917 zvítězil v maratonském závodě Elfstedentocht. Poslední rychlobruslařské závody absolvoval v roce 1924.